# Jana Novotná
Jana Novotná (Brno, 2 de Outubro de 1968 – Omice, 19 de novembro de 2017) foi uma tenista profissional tcheca, conhecida por ser uma especialista em simples e duplas.
Ex-número 1 de duplas e número 2 de simples no ranking da WTA, ela venceu 24 títulos de simples ao longo dos 14 anos de carreira e teve ainda mais sucesso nas duplas, conquistando 76 taças. 
Tornou-se jogadora profissional aos 19 anos e em simples chegou a quatro finais de Grand Slam: perdeu as finais de Wimbledon de 1993 e 1997 para Steffi Graf e Martina Hingis, respetivamente, e a decisão do Aberto da Austrália de 1991 para Monica Seles, antes da vitória sobre Nathalie Tauziat na grama londrina em 1998.
Nas duplas, foram 12 títulos de Grand Slam, vencendo nos quatro torneios, e mais 11 vice-campeonatos. Também teve quatro Slam nas duplas mistas. 
Como atleta olímpica, teve no seu currículo duas medalhas de prata em duplas nas Olimpíadas de Seul-1988 e Atlanta-1996 com sua compatriota Helena Suková, além de uma medalha de bronze em simples, também em  Atlanta.
Campeã do WTA Finals em 1997 e da Fed Cup em 1988, a tcheca foi introduzida no International Tennis Hall of Fame do Tênis em 2005. 
Jana faleceu em 19 de novembro de 2017, aos 49 anos, vítima de câncer.

## Carreira
Ex-número 1 de duplas e número 2 de simples da WTA, Jana Novotna nasceu em 2 de Outubro de 1968 em Brno, segunda maior cidade da República Tcheca. Conhecida por ser uma especialista em simples e duplas, sua aposentadoria se deu em 1999. Ao longo dos 14 anos de carreira, venceu 24 títulos de simples e teve ainda mais sucesso nas duplas, conquistando 76 taças. Jogava bem em todos os pisos do tênis.
Tornou-se jogadora profissional aos 19 anos e em simples chegou a quatro finais de Grand Slam: perdeu as finais de Wimbledon de 1993 e 1997 para Steffi Graf e Martina Hingis, respetivamente, e a decisão do Aberto da Austrália de 1991 para Monica Seles, antes da vitória sobre Nathalie Tauziat na grama londrina em 1998. Durante sua carreira, também ganhou uma medalha de bronze em simples nos Jogos olímpicos de 1996 em Atlanta.
Já em duplas, liderou o ranking em várias oportunidades, além de ganhar Wimbledon quatro vezes, sendo duas com Helena Suková (1989 e 1990), uma com Arantxa Sánchez Vicario (1995) e uma com Martina Hingis (1997). Ao todo, foram 12 títulos de Grand Slam, vencendo nos quatro torneios, e mais 11 vice-campeonatos. Também tem quatro Slam nas duplas mistas e duas medalhas de prata em duplas nos Jogos Olímpicos (Seul-1988 e Atlanta-1996).
Campeã do WTA Finals em 1997 e da Fed Cup em 1988, foi introduzida no International Tennis Hall of Fame do Tênis em 2005.

## Quebra de Protocolo
Em 1993, após perder a final do Torneio de Wimbledon para a alemã Steffi Graf, Novotna não se segurou durante a premiação. Ela começou a chorar no ombro da Duquesa de Kent, que participava da premiação, e foi consolada por ela. A cena — uma quebra de protocolo — ganhou a afeição dos espectadores e da própria Duquesa, que disse à atleta, na época; "Um dia você vai conseguir, eu sei que vai". Cinco anos depois ela conquistou Wimbledon.

## Títulos

### Grand Slam

#### Simples: 4 (1 título, 3 vices)
| Posição | Ano  | Campeonato          | Piso  | Oponente         | Placar             |
| ------- | ---- | ------------------- | ----- | ---------------- | ------------------ |
| Vice    | 1991 | Aberto da Austrália | Duro  | Monica Seles     | 7–5, 3–6, 1–6      |
| Vice    | 1993 | Wimbledon           | Grama | Steffi Graf      | 6–7(6–8), 6–1, 4–6 |
| Vice    | 1997 | Wimbledon           | Grama | Martina Hingis   | 6–2, 3–6, 3–6      |
| Campeã  | 1998 | Wimbledon           | Grama | Nathalie Tauziat | 6–4, 7–6(7–2)      |

#### Duplas: 23 (12 títulos, 11 Vices)
| Posição | Ano  | Campeonato          | Piso   | Parceira                | Oponentes                          | Placar             |
| ------- | ---- | ------------------- | ------ | ----------------------- | ---------------------------------- | ------------------ |
| Campeã  | 1989 | Wimbledon           | Grama  | Helena Suková           | Larisa Neiland Natasha Zvereva     | 6–1, 6–2           |
| Campeã  | 1990 | Aberto da Austrália | Duro   | Helena Suková           | Patty Fendick Mary Joe Fernandez   | 7–6(7–5), 7–6(8–6) |
| Campeã  | 1990 | Roland Garros       | Saibro | Helena Suková           | Larisa Neiland Natasha Zvereva     | 6–4, 7–5           |
| Campeã  | 1990 | Wimbledon           | Grama  | Helena Suková           | Kathy Jordan Elizabeth Smylie      | 6–3, 6–4           |
| Vice    | 1990 | US Open             | Duro   | Helena Suková           | Gigi Fernández Martina Navratilova | 2–6, 4–6           |
| Vice    | 1991 | Aberto da Austrália | Duro   | Gigi Fernández          | Patty Fendick Mary Joe Fernandez   | 6–7(4–7), 1–6      |
| Campeã  | 1991 | Roland garros       | Saibro | Gigi Fernández          | Larisa Neiland Natasha Zvereva     | 6–4, 6–0           |
| Vice    | 1991 | Wimbledon           | Grana  | Gigi Fernández          | Larisa Neiland Natasha Zvereva     | 4–6, 6–3, 4–6      |
| Vice    | 1991 | US Open             | Duro   | Larisa Neiland          | Pam Shriver Natasha Zvereva        | 4–6, 6–4, 6–7(5–7) |
| Vice    | 1992 | Wimbledon           | Grama  | Larisa Neiland          | Gigi Fernández Natasha Zvereva     | 4–6, 1–6           |
| Vice    | 1992 | US Open             | Duro   | Larisa Neiland          | Gigi Fernández Natasha Zvereva     | 6–7(4–7), 1–6      |
| Vice    | 1993 | Roland Garros       | Saibro | Larisa Neiland          | Gigi Fernández Natasha Zvereva     | 3–6, 5–7           |
| Vice    | 1993 | Wimbledon           | Grama  | Larisa Neiland          | Gigi Fernández Natasha Zvereva     | 4–6, 7–6(9–7), 4–6 |
| Vice    | 1994 | Wimbledon           | Grama  | Arantxa Sánchez Vicario | Gigi Fernández Natasha Zvereva     | 4–6, 1–6           |
| Campeã  | 1994 | US Open             | Duro   | Arantxa Sánchez Vicario | Katerina Maleeva Robin White       | 6–3, 6–3           |
| Campeã  | 1995 | Aberto da Austrália | Hard   | Arantxa Sánchez Vicario | Gigi Fernández Natasha Zvereva     | 6–3, 6–7(3–7), 6–4 |
| Vice    | 1995 | Roland Garris       | Saibro | Arantxa Sánchez Vicario | Gigi Fernández Natasha Zvereva     | 6–7(6–8), 6–4, 7–5 |
| Campeã  | 1995 | Wimbledon           | Grama  | Arantxa Sánchez Vicario | Gigi Fernández Natasha Zvereva     | 7–5, 5–7, 4–6      |
| Vice    | 1996 | US Open             | Duro   | Arantxa Sánchez Vicario | Gigi Fernández Natasha Zvereva     | 6–1, 1–6, 4–6      |
| Campeã  | 1997 | US Open             | Duro   | Lindsay Davenport       | Gigi Fernández Natasha Zvereva     | 6–3, 6–4           |
| Campeã  | 1998 | Roland Garros       | Saibro | Martina Hingis          | Lindsay Davenport Natasha Zvereva  | 6–1, 7–6(7–4)      |
| Campeã  | 1998 | Wimbledon           | Grama  | Martina Hingis          | Lindsay Davenport Natasha Zvereva  | 6–3, 3–6, 8–6      |
| Campeã  | 1998 | US Open             | Duro   | Martina Hingis          | Lindsay Davenport Natasha Zvereva  | 6–3, 6–3           |

#### Duplas Mistas: 5 (4 títulos, 1 vice)
| Posição | Ano  | Campeonato          | Piso  | Parceiro        | Oponentes                         | Placar        |
| ------- | ---- | ------------------- | ----- | --------------- | --------------------------------- | ------------- |
| Campeã  | 1988 | Aberto da Austrália | Duro  | Jim Pugh        | Martina Navratilova Tim Gullikson | 5–7, 6–2, 6–4 |
| Campeã  | 1988 | US Open             | Duro  | Jim Pugh        | Elizabeth Smylie Patrick McEnroe  | 7–5, 6–3      |
| Campeã  | 1989 | Aberto da Austrália | Duro  | Jim Pugh        | Zina Garrison Sherwood Stewart    | 6–3, 6–4      |
| Campeã  | 1989 | Wimbledon           | Grama | Jim Pugh        | Jenny Byrne Mark Kratzmann        | 4–6, 7–5, 6–4 |
| Vice    | 1994 | US Open             | Duro  | Todd Woodbridge | Elna Reinach Patrick Galbraith    | 6–2, 6–4      |

### Olimpíadas

#### Simples: 1 (1 bronze)
| Posição | Ano  | Local   | Piso | Oponente           | Placar        |
| ------- | ---- | ------- | ---- | ------------------ | ------------- |
| Bronze  | 1996 | Atlanta | Duro | Mary Joe Fernandez | 7–6(8–6), 6–4 |

#### Duplas: 2 (2 pratas)
| Posição | Ano  | Local   | Piso | Parceira      | Oponentes                         | Placar         |
| ------- | ---- | ------- | ---- | ------------- | --------------------------------- | -------------- |
| Prata   | 1988 | Seul    | Duro | Helena Suková | Zina Garrison Pam Shriver         | 4–6, 6–2, 10–8 |
| Prata   | 1996 | Atlanta | Duro | Helena Suková | Gigi Fernández Mary Joe Fernandez | 7–6(8–6), 6–4  |